# Corail de feu en plaques
Millepora platyphylla
Espèce
Statut de conservation UICN

 LC  : Préoccupation mineure
Statut CITES
Le corail de feu en plaques (Millepora platyphylla) est une espèce d'hydrozoaire urticant de la famille des Milleporidae.

## Description et caractéristiques
C'est un corail de feu typique (à ne pas confondre avec les « vrais » coraux sclerctiniaires), formant des colonies massives de 2 à 3 m de longueur, composées de plaques verticales anastomosées plus ou moins régulières, pouvant atteindre 2 m de hauteur chez une colonie mature. La couleur est généralement brun clair, avec des arêtes blanches.
Comme tous les coraux de feu, cette espèce est urticante, et son simple contact avec la peau provoque de vives brûlures, car il y dépose une enveloppe toxique

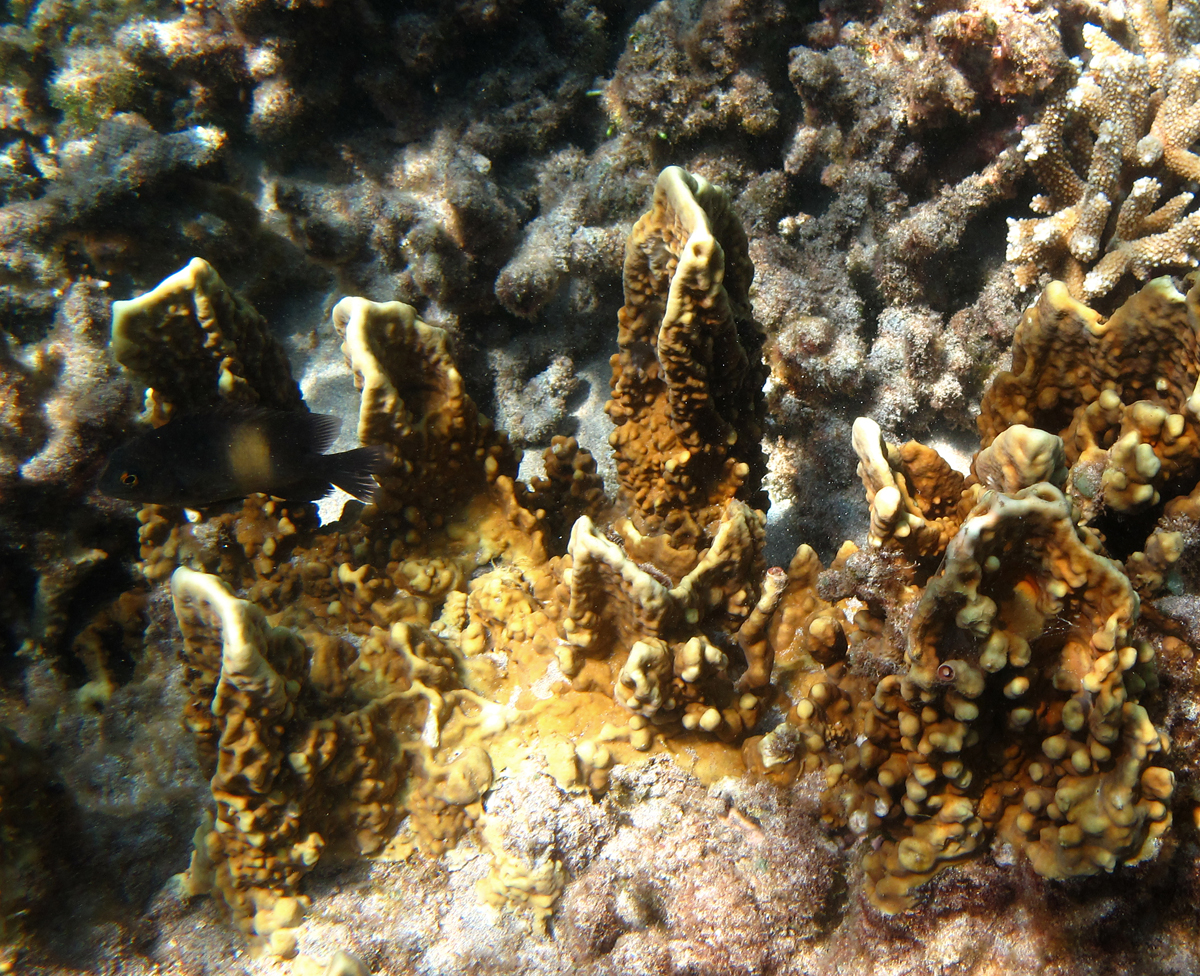
A La Réunion.
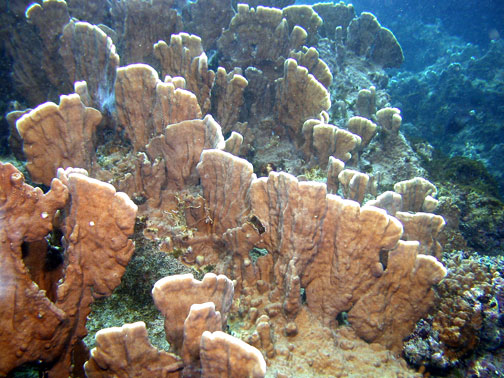
A Guam
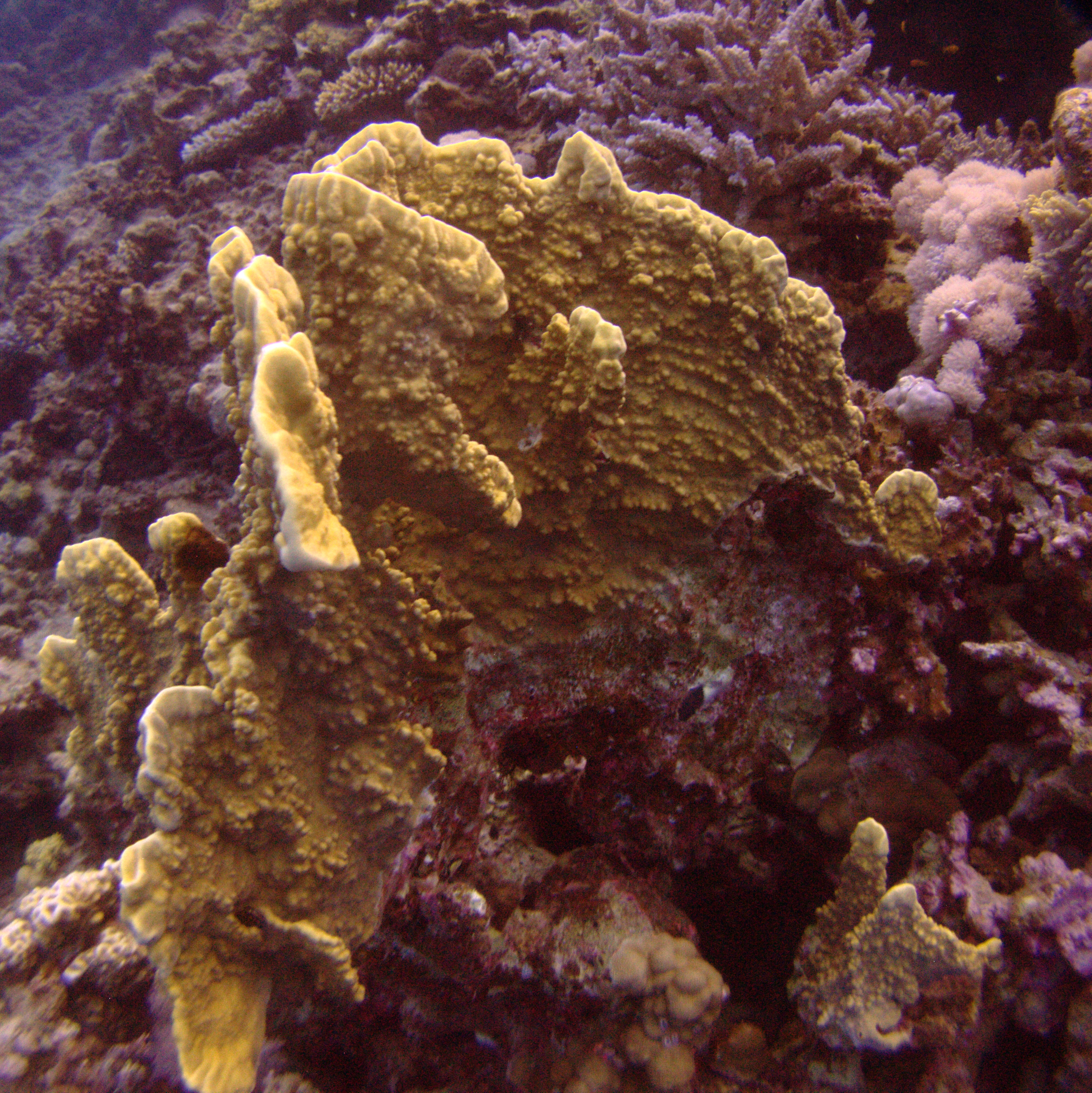
En Mer Rouge

## Habitat et répartition
Ce corail habites les eaux tropicales de l'Indo-Pacifique, de la Mer Rouge aux Marquises et du Japon à l'Australie.
On le rencontre entre la surface et environ 6 m de profondeur.